# John von Neumann
John von Neumann (Neumann János; 28 tháng 12 năm 1903 – 8 tháng 2 năm 1957) là một nhà toán học người Mỹ gốc Hungary và là một nhà bác học thông thạo nhiều lĩnh vực đã đóng góp vào vật lý lượng tử, giải tích hàm, lý thuyết tập hợp, kinh tế, khoa học máy tính, giải tích số, động lực học chất lưu, thống kê và nhiều lĩnh vực toán học khác.
Đáng chú ý nhất, von Neumann là nhà tiên phong của máy tính kỹ thuật số hiện đại và áp dụng của lý thuyết toán tử (operator theory) vào cơ học lượng tử (xem đại số Von Neumann), một thành viên của Dự án Manhattan, người sáng lập ra lý thuyết trò chơi và khái niệm cellular automata. Cùng với Edward Teller và Stanisław Ulam, von Neumann khám phá ra những bước quan trọng trong vật lý hạt nhân liên quan đến phản ứng nhiệt hạch (thermonuclear) và bom khinh khí.

## Tiểu sử
Là người lớn nhất trong gia đình có ba anh em, von Neumann sinh ra với tên Neumann János Lajos (tên trong tiếng Hungary có họ đi trước tên) ở Budapest, Đế chế Áo-Hung (Osztrák-Magyar Monarchia), con của ông Neumann Miksa (Max Neumann), một luật sư làm việc trong một ngân hàng, và bà Kann Margit (Margaret Kann). Lớn lên trong một gia đình gốc Do Thái, János, thường gọi là "Jancsi", là một cậu bé thần đồng. Vào năm lên sáu tuổi, cậu bé có thể chia hai số với 8-chữ số nhẩm trong đầu và nói chuyện với cha bằng tiếng Hy Lạp cổ. Vào lúc lên tám, cậu đã biết rất nhiều về một ngành toán gọi là giải tích; lúc mười hai tuổi cậu có thể được xem là ở mức trên đại học. Cậu ta có thể nhớ chỉ bằng cách lướt nhìn qua trang sách. Cậu vào trường Fasori Gimnázium (Lutheran Gymnasium) vào năm 1911. Có nguồn cho rằng lúc 10 tuổi cậu bé mới đi học, và vào trường trung học luôn.
Vào năm 1913, cha cậu mua một danh hiệu, và gia đình Neumann đạt được danh hiệu Margittai của quý tộc Hungary, tương đương với von của Áo. Neumann János do đó trở thành János von Neumann - và János được Anh hóa thành John sau khi ông, mẹ ông và các anh di cư sang Hoa Kỳ vào thập niên 1930. Lưu ý là, ông sử dụng họ von Neumann, trong khi các anh chuyển thành các họ khác như Vonneumann và Newman.
Tại Đại học Budapest, von Neumann được các giáo sư bồi dưỡng về môn toán, đặc biệt là GS. Fekete, người đồng tác giả của bài báo khoa học đầu tiên của von Neumann khi ông mới 18 tuổi.
Ông nhận bằng Ph.D. về toán học (với các ngành phụ trong vật lý thực nghiệm và hóa học) từ Đại học Budapest vào năm 23 tuổi. Cũng trong thời gian này, ông học kỹ thuật hóa chất tại ETH Zurich ở Thụy Sĩ. Trong những năm từ 1926 đến 1930 ông là một giảng viên tư (Privatdozent) ở Berlin, Đức.
Von Neumann được mời sang Princeton, New Jersey vào năm 1930, và là một trong bốn người được chọn cho các giáo sư đầu tiên của Institute for Advanced Study, nơi ông là giáo sư toán học từ ngày thành lập viện năm 1933 cho đến khi ông mất.
Từ 1936 đến 1938, Alan Turing là khách viếng thăm tại học viện, nơi ông hoàn thành luận án tiến sĩ dưới sự hướng dẫn của Alonzo Church tại Princeton. Chuyến viếng thăm này xảy ra không lâu sau khi Turing xuất bản bài báo năm 1936 với tựa đề On Computable Numbers with an Application to the EntscheidungsproblemOn Computable Numbers with an Application to the Entscheidungsproblem Lưu trữ ngày 22 tháng 2 năm 2011 tại Wayback Machine (Về những số tính được với một áp dụng vào bài toán Entscheidungsproblem) liên quan đến những khái niệm của thiết kế logic của một máy giải được mọi bài toán. Von Neumann có lẽ biết đến ý tưởng của Turing nhưng không rõ là ông có sử dụng chúng vào thiết kế của máy tính IAS mười năm sau đó.
Vào năm 1937, ông trở thành công dân Mỹ. Vào năm 1938, von Neumann được trao giải thưởng Giải tưởng niệm Bôcher cho các công trình trong ngành giải tích.
Von Neumann lập gia đình hai lần. Vợ đầu của ông là Mariette Kövesi, cưới vào năm 1930. Khi ông cầu hôn, ông không có khả năng nói được gì nhiều hơn là "Cô và tôi có thể có một vài thú vui cùng nhau, và hiện nay cả hai chúng ta đã đều thích uống." Von Neumann đồng ý chuyển đổi sang Công giáo để làm đẹp lòng gia đình vợ. Đôi vợ chồng ly dị vào năm 1937, và sau đó von Neumann cưới người vợ sau, Klara Dan, vào năm 1938. Von Neumann có một đứa con gái, từ cuộc hôn nhân đầu, là Marina von Neumann Whitman. Marina sau này lập gia đình và là một giáo sư nổi tiếng trong thương mại quốc tế và chính sách công tại Đại học Michigan.
Von Neumann bị ung thư xương hay ung thư tuyến tụy vào năm 1957, có lẽ là do nhiễm phóng xạ trong khi theo dõi các thử nghiệm về bom A ở Thái Bình Dương, và có lẽ là các công việc sau này về vũ khí nguyên tử tại phòng thí nghiệm Los Alamos, New Mexico. (Nhà tiên phong vật lý hạt nhân đồng nghiệp Enrico Fermi chết vì ung thư xương vào năm 1954.) Von Neumann chết chỉ trong vài tháng sau những chẩn đoán ban đầu, trong đau đớn tột cùng. Ung thư cũng lan đến não bộ của ông, cắt đi hầu hết khả năng suy nghĩ của ông, trước đây là công cụ sắc bén và được trân trọng nhất của ông. Khi ông nằm hấp hối ở Bệnh viện Walter Reed ở Washington, D.C., ông chấn động bạn bè và người quen khi yêu cầu nói chuyện với một cha Công giáo La Mã.
Von Neumann có những ý tưởng có thể làm nhiều người ngày nay cảm thấy khó chấp nhận. Ông mơ đến việc thay đổi môi trường bằng cách, chẳng hạn, rải những màu nhân tạo trên băng ở hai cực để làm tăng khả năng hấp thụ bức xạ Mặt Trời và do vậy làm tăng nhiệt độ toàn cầu. Ông cũng ủng hộ tấn công phủ đầu Liên Xô bằng vũ khí hạt nhân, tin rằng làm như vậy sẽ ngăn họ chế tạo được bom nguyên tử.

## Logic
Việc tiên đề hóa (axiomatization) toán học, theo mô hình tác phẩm Elements của Euclid, đã đạt đến một mức độ rộng và chặt chẽ mới vào cuối thế kỉ 19, đặc biệt là trong số học (nhờ vào công Richard Dedekind và Giuseppe Peano) và hình học (nhờ vào công của David Hilbert). Tuy nhiên, vào đầu thế kỉ 20, lý thuyết tập hợp, một ngành toán mới phát minh bởi Georg Cantor, và được đẩy vào chỗ khủng hoảng bởi Bertrand Russell với sự khám phá ra nghịch lý nổi tiếng của ông ta (về tập hợp của các tập hợp không thuộc chính nó), đã chưa được công thức hóa. Nghịch lý Russell bao gồm quan sát rằng nếu như tập hợp x (của tập các tập hợp không phải là thành viên của chính nó) là một thành viên của chính nó, thì nó phải thuộc về tập hợp các tập hợp không thuộc về chính nó, và do vậy không thể thuộc về chính nó; mặt khác, nếu như tập x không thuộc chính nó, thì nó phải thuộc tập của các tập hợp không thuộc chính nó, và do vậy nó phải thuộc về chính nó.
Vấn đề tiên đề hóa lý thuyết tập hợp đã được giải quyết một cách tiềm ẩn khoảng hai mươi năm sau (nhờ vào công của Ernst Zermelo và Abraham Frankel) bằng cách một chuỗi các nguyên lý được cho phép trong việc xây dựng tất cả các tập hợp được sử dụng thật sự trong toán học, nhưng không loại trừ một cách rõ rệt khả năng tồn tại những tập hợp thuộc về chính nó. Trong luận án tiến sĩ năm 1925, von Neumann chứng tỏ có thể loại bỏ khả năng đó trong hai cách bù trừ lẫn nhau: "tiên đề nền tảng" và khái niệm "lớp".
Tiên đề nền tảng thiết lập rằng tất cả các tập hợp đều có thể xây dựng từ dưới lên trong một các bước theo thứ tự kế tiếp nhau bằng các nguyên lý của Zermelo và Frankel, trong một cách thức rằng nếu một tập hợp thuộc về một tập khác thì tập thứ nhất cần phải đi trước tập thứ hai trong trật tự (do vậy loại trừ khả năng một tập hợp thuộc về chính nó.) Để biểu diễn rằng sự thêm vào của các tiên đề mới vào các tiên đề khác không sản sinh ra các mâu thuẫn, von Neumann giới thiệu một phương pháp biểu diễn (gọi là "phương pháp các mô hình nội tại") mà sau này trở thành những công cụ quan trọng của lý thuyết tập hợp.
Cách tiếp cận thứ hai của vấn đề dựa vào khái niệm lớp (class), và định nghĩa một tập hợp như là một lớp thuộc về các lớp khác, trong khi một "lớp nhỏ hơn" được định nghĩa như là một lớp không thuộc về lớp nào khác. Trong khi, trong cách tiếp cận của Zermelo/Frankel, những tiên đề cản trở việc xây dựng một tập hợp của các tập hợp không thuộc về chính nó, trong cách tiếp cận của von Neumann, lớp của các tập hợp không thuộc về chính nó có thể được xây dựng, nhưng nó là một "lớp nhỏ hơn" chứ không phải là một tập hợp.
Với đóng góp này của von Neumann, hệ thống các tiên đề của lý thuyết tập hợp trở thành đủ hoàn chỉnh, và câu hỏi kế tiếp là liệu là nó đã xác định hay chưa, mà không cần phải cải tiến. Một câu trả lời phủ định khá mạnh đưa ra vào tháng 9 năm 1930 tại Hội nghị toán học lịch sử tại Konigsberg, mà trong đó Kurt Gödel công bố "định lý đầu tiên về sự không toàn vẹn" nổi tiếng của ông: các hệ thống tiên đề thông thường là không hoàn toàn, theo ý nghĩa là chúng không thể chứng minh được tất cả những sự thật có thể diễn tả được trong ngôn ngữ của hệ thống đó. Kết quả này đủ mới để làm bối rối các nhà toán học của thời gian đó. Nhưng von Neumann, tham dự trong hội nghị đó, đã khẳng định tiếng tăm của ông như một người suy nghĩ ra vấn đề ngay tức khắc, và dưới một tháng sau đã có khả năng liên lạc với chính Gödel một hệ quả thú vị của định lý của ông: những hệ thống tiên đề thông thường là không có khả năng diễn tả sự nhất quán của chính chúng. Chính xác là hệ quả này đã thu hút được nhiều sự chú ý nhất, ngay cả nếu như nguyên thủy Gödel chỉ xem nó như là một điều tò mò, và có thể suy ra nó một cách độc lập (chính vì lý do này mà kết quả được gọi là "định lý Gödel thứ hai", mà không nhắc đến tên của von Neumann).

## Vật lý lượng tử
Tại Hội nghị Toán học Quốc tế (International Congress of Mathematicians) năm 1900, David Hilbert trình bày danh sách nổi tiếng của ông về 23 bài toán được xem là trung tâm cho sự phát triển của toán học trong thế kỉ mới: bài toán thứ 6 trong danh sách này là "sự tiên đề hóa các lý thuyết vật lý". Trong các lý thuyết vật lý mới của thế kỉ chỉ một ngành là chưa nhận được một đối xử như vậy cho đến cuối thập niên 1930, đó là vật lý lượng tử (quantum mechanics - QM). Thật ra, chính QM nhận thấy rằng, vào thời gian đó, ở trong một điều kiện khủng hoảng về căn bản cũng giống như lý thuyết tập hợp vào đầu thế kỉ, đối diện với những vấn đề có bản chất cả triết lý lẫn kỹ thuật: một mặt, sự bất định rõ ràng của nó không được thu gọn về một giải thích mang dạng có thể định trước được, như là Albert Einstein tin rằng nó phải như vậy để hoàn toàn và đầy đủ; mặt khác, vẫn tồn tại hai mô hình gần đúng độc lập nhưng tương đương nhau, một là mô hình "cơ học ma trận" của Werner Heisenberg và mô hình "cơ học sóng" của Erwin Schrödinger, thế nhưng vẫn không có một mô hình lý thuyết thống nhất thỏa mãn.
Sau khi hoàn thành việc tiên đề hóa lý thuyết tập hợp, von Neumann bắt đầu đối đầu với việc tiên đề hóa vật lý lượng tử. Vào năm 1926, ông ngay lập tức nhận ra rằng một hệ lượng tử có thể được xem như là một điểm trong không gian Hilbert, tương tự như 6N chiều không gian (N là số hạt, 3 tọa độ chung và 3 động lượng chính tắc cho mỗi hạt) không gian của các pha trong cơ học cổ điển nhưng thay vào đó bây giờ là với vô hạn chiều (tương ứng với vô hạn số các trạng thái có thể xảy ra của hệ thống): các giá trị vật lý truyền thống (v.d. vị trí và momentum) do đó có thể được biểu diễn như là các toán tử tuyến tính nào đó tác động trong các không gian này. "Vật lý học" của cơ học lượng tử do đó được thu gọn về "toán học" của các toán tử tuyến tính Hermitian trong các không gian Hilbert. Ví dụ, nguyên lý bất định nổi tiếng của Heisenberg, theo đó sự xác định vị trí của một hạt sẽ ngăn chặn sự xác định momentum của nó và ngược lại, được diễn dịch thành sự "phi giao hoán" của hai toán tử tương ứng. Mô hình toán học mới này bao gồm cả những trường hợp đặc biệt là những mô hình của cả Heisenberg và Schrödinger, và tích lũy trong cuốn sách kinh điển năm 1932 với tựa đề The Mathematical Foundations of Quantum Mechanics (Những nền tảng toán học của cơ học lượng tử). Tuy vậy, các nhà vật lý, nhìn chung, cuối cùng vẫn thích một cách tiếp cận khác với của von Neumann (được xem như là rất đẹp và thỏa mãn yêu cầu bởi các nhà toán học). Cách tiếp cận đó được đưa ra vào năm 1930 bởi Paul Dirac và dựa vào một kiểu hàm số lạ (gọi là "delta của Dirac") vốn bị chỉ trích gay gắt bởi von Neumann.
Trong bất kì trường hợp nào đi nữa, cách xử lý trừu tượng của von Neumann cũng cho phép ông đương đầu với vấn đề hết sức căn bản của xác định và bất định. Trong cuốn sách của mình ông biểu diễn một định lý mà theo đó vật lý lượng tử không thể được bắt nguồn bằng những xấp xỉ thống kê từ một lý thuyết xác định thuộc kiểu được sử dụng trong cơ học cổ điển. Cách biểu diễn này chứa đựng một lỗi về khái niệm, nhưng nó đã giúp mở ra một hướng nghiên cứu mà, thông qua công trình của John Stuart Bell vào 1964 về Định lý Bell và những thí nghiệm của Alain Aspect vào năm 1982, cuối cùng cho thấy rằng vật lý lượng tử thật sự cần một "khái niệm thực tế" (notion of reality) khác hẳn với của vật lý cổ điển.
Trong một công trình đi kèm vào năm 1936, von Neumann chứng minh (cùng với Garrett Birkhoff) rằng vật lý lượng tử cũng cần một loại logic khác hẳn với thứ logic cổ điển. Chẳng hạn, ánh sáng (hạt photon) không thể đi qua hai bộ lọc tiếp nối nhau được phân cực vuông góc lẫn nhau (v.d. một theo phương ngang và một theo phương đứng), và do vậy, a fortiori (hơn thế nữa), nó không thể xuyên qua một bộ lọc thứ ba được phân cực chéo thêm vào hai bộ lọc kia, dù là đặt trước hay đặt sau chúng. Nhưng nếu như bộ lọc thứ ba này được thêm vào ở vị trí "chính giữa" hai cái kia, thì các photon sẽ thật sự đi xuyên qua. Và sự kiện thực nghiệm này được diễn dịch thành logic như là "tính phi giao hoán" của phép giao {\displaystyle (A\land B)\neq (B\land A)}. Nó cũng cho thấy rằng những luật phân phối của logic cổ điển, {\displaystyle P\lor (Q\land R)=(P\lor Q)\land (P\lor R)} và
{\displaystyle P\land (Q\lor R)=(P\land Q)\lor (P\land R)}, là không còn đúng được nữa cho lý thuyết vật lý lượng tử. Lý do cho việc này là vì một phép giao lượng tử, không giống như trường hợp phép giao cổ điển, có thể là đúng khi cả hai mệnh đề trong phép giao đều sai và điều này, chính nó, là vì trong vật lý lượng tử thường xuyên xảy ra một cặp khả năng (pair of alternatives) là xác định về ngữ nghĩa, trong khi mỗi thành phần là bất định. Tính chất này có thể được minh họa bởi một ví dụ đơn giản. Giả sử chúng ta đang xem xét các hạt (chẳng hạn như electron) với spin (momentum góc) không phải là các số nguyên mà chỉ có hai giá trị xảy ra: dương hay âm. Sau đó, một nguyên lý bất định thiết lập rằng spin, tương đối với hai trục khác nhau (v.d. x và y) cho kết quả là một cặp các giá trị không tương thích nhau. Giả sử rằng trạng thái ɸ của một electron nào đó kiểm chứng mệnh đề "spin của electron x có giá trị dương". Dựa vào quy luật bất định, giá trị của spin theo trục y sẽ hoàn toàn bất định cho ɸ. Do đó, ɸ không thể kiểm chứng cả mệnh đề "spin theo trục y dương" hay là mệnh đề "spin theo trục y âm." Dù thế nào đi nữa, giao của hai mệnh đề "spin theo trục y là dương hay spin theo trục y là âm" phải đúng cho ɸ. Trong trường hợp phân phối, do đó là có thể có tình huống mà trong đó {\displaystyle A\land (B\lor C)=A\land 1=A}, trong khi {\displaystyle (A\land B)\lor (A\land C)=0\lor 0=0}.

## Kinh tế
Cho đến thập niên 1930, ngành kinh tế dường như liên quan đến việc sử dụng rất nhiều toán và số liệu; thế nhưng hầu hết những thứ này là nông cạn hoặc không liên quan một cách thích hợp. Nó được sử dụng, phần lớn, để đưa ra những công thức chính xác nhưng vô dụng và những lời giải cho những vấn đề mà trong thực tế, về bản chất là không rõ ràng. Kinh tế thấy mình trong một tình trạng giống như vật lý trong thế kỉ 17: vẫn đang chờ sự phát triển của một ngôn ngữ thích hợp để diễn tả và giải quyết các vấn đề của minh. Trong khi vật lý, dĩ nhiên, đã tìm ra ngôn ngữ trong phép tích vi tích phân, von Neumann đề nghị ngôn ngữ lý thuyết trò chơi và lý thuyết về các cân bằng tổng quát cho kinh tế.
Đóng góp đáng kể đầu tiên của ông là định lý minimax vào năm 1928. Định lý này thiết lập rằng trong những trò chơi tổng bằng không vơí thông tin đầy đủ (nghĩa là, trong đó, những người chơi biết trước chiến thuật của đối phương cũng như hệ quả của chúng) có tồn tại một chiến thuật cho phép cả hai người chơi tối thiểu hóa (minimize) giá trị tổn thất cực đại (maximum losses) của họ (do vậy có tên là minimax). Đặc biệt là, khi xem xét tất cả mọi chiến lược, một người chơi phải xét tất cả các đối phó có thể của đối phương và giá trị tổn thất cực đại có thể xảy ra. Người chơi sau đó chơi theo chiến thuật với kết quả làm tối thiểu hóa tổn thất cực đại này. Một chiến thuật như vậy, làm tối thiểu tổn thất cực đại, được gọi là tối ưu cho cả hai người chơi trong trường hợp minimax của họ là bằng nhau (theo giá trị tuyệt đối) và ngược dấu nhau. Nếu như giá trị chung là zero, trò chơi trở nên vô nghĩa.
Von Neumann dần dần cải tiến và mở rộng định lý minimax để bao gồm cả những trò chơi có thông tin không hoàn toàn và những trò chơi có nhiều hơn hai người chơi. Công trình này được dồn lại trong cuốn sáck kinh điển năm 1944 với tựa đề The Theory of Games and Economic Behavior (Lý thuyết trò chơi và các cư xử kinh tế), cùng viết với Oskar Morgenstern.
Đóng góp quan trọng thứ hai của von Neumann trong lãnh vực này là lời giải, vào năm 1937, của một bài toán được mô tả lần đầu bởi Leon Walras vào năm 1874: sự tồn tại của các tình huống của thế cân bằng trong các mô hình toán học của thị trường phát triển dựa trên quy luật cung và cầu. Ông lần đầu tiên nhận ra rằng một mô hình như vậy nên được diễn tả thông qua các bất phương trình (như là ngày nay) chứ không phải là bằng các phương trình (như là được làm trước đây), và sau đó tìm ra một lời giải cho bài toán của Walras bằng cách áp dụng một định lý điểm bất động suy ra từ công trình của Luitzen Brouwer. Tầm quan trọng của công trình về cân bằng tổng quát và các phương pháp dùng các định lý điểm bất động được vinh dự bằng các giải Nobel năm 1972 cho Kenneth Arrow và, năm 1983, cho Gerard Debreu.
Von Neumann (và Morgenstern trong cuốn sách của họ năm 1944) là người đầu tiên sử dụng một phương pháp chứng minh, sử dụng trong lý thuyết trò chơi, biết đến như là đệ quy ngược  Lưu trữ ngày 12 tháng 11 năm 2017 tại Wayback Machine.

## Vũ khí
Vào năm 1937 von Neumann, sau khi nhận được quyền công dân Mỹ, bắt đầu nghiên cứu về những vấn đề trong toán ứng dụng. Ông nhanh chóng trở thành một trong những chuyên gia hành đầu trong ngành chất nổ, và đã cố vấn rất nhiều cho quân đội, chủ yếu là Hải quân Hoa Kỳ (có thể là ông thích giao du với các đô đốc hơn là các tướng lĩnh vì nhóm thứ nhất thích uống rượu trong khi nhóm thứ hai chỉ thích cà phê).
Một kết quả chú ý trong ngành chất nổ là khám phá của các loại bom cực lớn có sức công phá nhiều hơn nếu chúng được nổ trước khi chạm đất bởi vì những lực phát sinh thêm do các sóng của vụ nổ (báo chí nói đơn giản hơn là von Neumann tìm ra rằng nên tránh mục tiêu hơn là đâm vào đó). Áp dụng nổi tiếng (hay tai tiếng) nhất của khám phá xảy ra vào ngày 6 và 9 tháng 8 năm 1945, khi hai quả bom nguyên tử phát nổ trên không trung của Hiroshima và Nagasaki, tại một độ cao được tính toán chính xác bởi chính von Neumann để chúng gây ra nhiều thiệt hại nhất.
Von Neumann đã được đưa vào Dự án Manhattan để giúp cho việc thiết kế kính nổ (explosive lense) cần để nén lõi plutonium của thiết bị trong thử nghiệm Trinity và vũ khí "Fat Man" thả xuống Nagasaki.
Từ một quan điểm chính trị, von Neumann là một thành viên của một ủy ban chọn ra các địa điểm có thể là "mục tiêu". Lựa chọn đầu tiên của von Neumann là thành phố Kyoto, bị loại bỏ bởi Bộ trưởng Chiến tranh Henry Stimson.
Sau chiến tranh, Robert Oppenheimer đã đưa ra nhận xét nổi tiếng rằng các nhà vật lý đã có "tội lỗi" do kết quả của việc phát triển những quả bom nguyên tử đầu tiên. Von Neumann trả lời hơi diễu cợt rằng "đôi khi một người thú tội để kể công cho mình." Trong trường hợp nào đi nữa, ông tiếp tục không lay chuyển trong công trình này và cuối cùng, cùng với Edward Teller, là một người duy trì các đề án kế tiếp về việc chế tạo bom hydrogen. Von Neumann đã hợp tác với điệp viên Klaus Fuchs về việc phát triển bom hydrogen, và hai người nộp bằng sáng chế bí mật Improvement in Methods and Means for Utilizing Nuclear Energy (Cải tiến các phương pháp và phương tiện sử dụng năng lượng hạt nhân) vào năm 1946, đưa ra một cách sử dụng vụ nổ bom phân hạt để nén nhiên liệu nhiệt hạch trước khi cố gắng khai hỏa một phản ứng nhiệt hạch. (Herken, pp. 171, 374). Mặc dù đây không phải là lời giải cho thiết kế thành công của bom hydrogen - thiết kế Teller-Ulam - sau này được đánh giá là một bước đi đúng hướng, mặc dù nó không được theo ngay lúc đó.
Các việc làm của von Neumann về bom hydrogen cũng nằm trong lãnh vực máy tính, khi ông và Stanislaw Ulam phát triển các chương trình mô phỏng trên máy tính về một loại máy tính mới của von Neumann cần thiết cho các tính toán thủy động lực học. Trong thời này ông đóng góp vào sự phát triển của phương pháp Monte Carlo, cho phép các bài toán rất phức tạp có thể xấp xỉ thông qua việc sử dụng số ngẫu nhiên. Bởi vì sử dụng danh sách của các số "thực sự" ngẫu nhiên là hết sức chậm trên máy ENIAC, von Neumann phát triển một dạng thô của việc tạo ra các số ngẫu nhiên giả (pseudorandom number), sử dụng phương pháp bình phương giữa. Mặc dù phương pháp này đã bị phê phán sau này là quá thô, von Neumann nhận thức được điều đó vào thời gian đó: ông dùng bởi vì nó nhanh hơn (theo thời gian tính toán) các phương pháp khác mà ông có vào thời điểm đó, và cũng để ý rằng khi phương pháp này cho ra sai số quá lớn, nó rất dễ nhận thấy, không như các phương pháp khác có thể không đúng một cách tinh vi.
Vào năm 1952, quả bom hydrogen đầu tiên, Ivy Mike, được khai hỏa ở Eniwetok Atoll.

## Khoa học máy tính
Tên của von Neumann được dùng trong kiến trúc von Neumann được dùng trong hầu hết các loại máy tính, bởi vì các tác phẩm của ông về khái niệm này; mặc dù nhiều người cảm thấy cách đặt tên này đã bỏ qua các đóng góp của J. Presper Eckert và John William Mauchly cũng làm việc với các khái niệm đó trong công trình về máy ENIAC. Hầu hết các máy tính tại nhà, microcomputer, minicomputer và máy tính mainframe đều là máy tính von Neumann. Ông cũng là người sáng lập ra ngành cellular automata mà không cần dùng đến máy tính, xây dựng những ví dụ đầu tiên của automata có khả năng tự nhân đôi chỉ bằng bút chì và giấy vẽ. Khái niệm về một máy xây dựng tổng quát được trích ra từ cuốn Theory of Self Reproducing Automata (Lý thuyết Automata tự sinh sản) xuất bản sau khi ông qua đời. Thuật ngữ "máy von Neumann" cũng được dùng để chỉ về những loại máy móc có thể tự nhân đôi. Von Neumann chứng minh rằng cách hiệu quả nhất cho các vụ khai mỏ cực lớn như khai mỏ toàn bộ Mặt Trăng hay vanh đai tiểu hành tinh (asteroid belt) có thể đạt được bằng các máy móc tự nhân đôi được, để dựa vào sự phát triển theo hàm mũ của những cơ chế như vậy.
Thêm vào các công trình về kiến trúc máy tính, ông được cho là có ít nhất một đóng góp trong việc nghiên cứu thuật toán. Donald Knuth, vào năm 1945, đã dùng von Neumann như là người phát minh ra thuật toán được nhiều người biết đến của Knuth: thuật toán sắp xếp trộn (merge sort), trong đó hai nửa của một mảng được sắp xếp một cách đệ quy rồi trộn lại với nhau.
Ông cũng bận rộn trong việc thăm dò các bài toán trong lãnh vực thủy khí động lực diễn toán. Cùng với R. D. Richtmyer ông phát triển khái niệm độ nhớt nhân tạo, sau đó trở thành cơ sở cho việc nghiên cứu sóng chấn động. Công bằng mà nói, chúng ta có thể sẽ không biết nhiều về vật lý thiên văn, và đã không phát triển được các loại động cơ phản lực và tên lửa, nếu không có công trình đó. Vấn đề được giải quyết khi máy tính cố gắng giải các bài toán thủy khí động lực học, các chương trình đặt quá nhiều điểm lưới tại những điểm mà sóng chấn động là không liên tục. Khái niệm "độ nhớt nhân tạo" là một kĩ thuật tính toán nhằm làm trơn phần nào sự truyền chấn động mà không vi phạm nhiều về mặt cơ sở vật lý.

## Các khả năng được nhận định
John von Neumann có khả năng giải quyết cũng một lúc trong đầu nhiều vấn đề phức tạp. Eugene Wigne viết rằng, một khi Neumann làm việc, "người có một khả năng làm việc hoàn hảo như một bánh răng trong động cơ mà độ chính xác đến từng inch". Israel Halperin cũng nói rằng:"đuổi kịp với anh ấy hầu như là chuyện không tưởng. Như người đi chiếc xe 3 bánh đang đuổi một chiếc xe hơi".  Edward Teller "Neumann có thể dễ dàng thể hiện mình trội hơn bất cứ người nào mà anh ấy gặp. Tôi có lẽ chẳng bao giờ sánh với Neumann được". Và Teller bonus "Neumann có thể duy trì một cuộc trò chuyện với đứa con trai 3 tuổi của tôi như 2 người bạn đang trò chuyện với nhau, và tôi tự hỏi rằng liệu có phải anh ấy dùng cùng quy tắc ấy để nói chuyện với những người còn lại?. Hầu như mọi người trốn tránh hành đông suy nghĩ nếu có thể, một số người nghiện suy nghĩ, nhưng Neumann thực sự thích thú với việc suy nghĩ"
Lothar Wolfgang Nordheim tả John von Neumann là người có khả năng suy nghĩ nhanh nhất mà ông ấy từng gặp và Jacob Bronowski "Anh ấy là người thông thái nhất mà tôi biết. Là một thiên tài". George Pólya, giảng viên tại ETH Zürich khi von Neumann tham dự với tư cách là một sinh viên, nói rằng "Johnny là một học sinh duy nhất tôi phải dè chừng. Nếu trong giờ họ có bất kỳ vấn đề nào mà tôi không giải được, hoặc chưa được giải quyết, thì như một điều bình thường rằng tại cuối buổi học tôi sẽ gặp được Johnny đến bên cùng với tờ giấy nháp, vài dòng chữ nguệch ngoạc và vấn đề được giải quyết một cách trọn vẹn"

## Chính trị và các vấn đề xã hội
Von Neumann đã trải qua một sự nghiệp hàn lâm nhanh như chớp tương tự như vận tốc của trí tuệ của ông, ở tuổi 29 đạt được một trong năm vị trí giáo sư tại viện Institute for Advanced Study vừa thành lập tại Đại học Princeton (một vị trí khác là của Albert Einstein). Ông do vậy dường như có tham vọng vươn ra các ngành khoa học khác để thỏa mãn cá tính tham vọng của mình, và hợp tác với rất nhiều tập đoàn công nghiệp quân sự của Mỹ. Ông là cố vấn thường xuyên của CIA, Quân đội Hoa Kỳ, RAND Corporation, Standard Oil, IBM và nhiều công ty khác.
Như là Chủ tịch của "Ủy ban Tên lửa von Neumann" đầu tiên, và như là một thành viên của Commission for Atomic Energy sau này, bắt đầu từ 1953 cho đến cái chết của ông vào 1957, ông là khoa học gia với nhiều uy thế chính trị nhất ở Mỹ. Thông qua ủy ban của ông, ông phát triển nhiều tình huống khác nhau của việc chạy đua vũ trang hạt nhân, sự phát triển của các tên lửa liên lục địa và các tên lửa phóng lên từ tàu ngầm mang đầu đạn hạt nhân, và thế cân bằng chiến lược còn nhiều tranh cãi gọi là Chắc chắn Hủy diệt lẫn nhau (Mutually Assured Destruction). Có thể nói ông là bộ óc đằng sau các khía cạnh "khoa học" của Chiến tranh Lạnh đã tạo ra điều kiện trong bốn mươi năm của thế giới phương Tây.
Ông chết, bi thảm nhưng cũng trớ trêu, vì ung thư xương và ung thư tuyến tụy có thể là do nhiễm phóng xạ trong những thử nghiệm hạt nhân tiến hành tại Bikini Atoll vào năm 1946, những thử nghiệm mà các biện pháp an toàn cho quan sát viên đã được ông kiên trì bảo vệ nhiều năm trước đó. Giường hấp hối của von Neumann đặt dưới sự canh phòng cẩn mật của quân đội, và ông bị tẩm thuốc mê, để ông không vô tình tiết lộ các bí mật quân sự mà ông phải giữ kín.

## Vinh danh
Giải thưởng John von Neumann của Institute for Operations Research and Management Science (INFORMS, trước đó là TIMS-ORSA) được trao năm cho cá nhân (hay đôi khi một nhóm) đã đóng góp một cách cơ bản và liên tục vào lý thuyết vận trù học (operations research) và các khoa học quản lý.
Huy chương IEEE John von Neumann được thưởng hàng năm bởi tổ chức IEEE "cho các kết quả xuất sắc đạt được trong khoa học và kỹ thuật có liên quan đến máy tính."
Bài giảng John von Neumann (John von Neumann Lecture) được trình bày hàng năm tại Society for Industrial and Applied Mathematics (SIAM) bởi một nghiên cứu viên đã đóng góp nhiều vào toán ứng dụng; người giảng cũng được thưởng cho một khoản tiền.
Von Neumann, một miệng hố trên Mặt Trăng, được đặt theo tên John von Neumann.
Hiệp hội các khoa học gia máy tính của Hungary, Neumann János Számítógéptudományi Társaság, được đặt theo tên John von Neumann.
Vào 4 tháng 5 năm 2005 Bưu điện Hoa Kỳ phát hành chuỗi các tem kỉ niệm các khoa học gia Mỹ, một tập bốn tem loại 37-xu tự dính. Các nhà khoa học được minh họa là John von Neumann, Barbara McClintock, Josiah Willard Gibbs và Richard Feynman.

## Học sinh
- Donald B. Gillies, học sinh PhD của John Von Neumann.
- John P. Mayberry, học sinh PhD của John Von Neumann.